# Down to Earth (песня Питера Гэбриэла)
«Down to Earth» (с англ. — «Назад на Землю») — песня Питера Гэбриела, исполненная вместе с церковным хором Соуэто. Текст песни написан Питером Гэбриелом, музыка — Томасом Ньюманом. Песня является саундтреком к полнометражному анимационному фильму «ВАЛЛ-И» студии Pixar. Песня звучит во время финальных титров мультфильма.

## Премии и номинации
- Песня была номинирована на премию «Золотой глобус» за лучший саундтрек, но проиграл саундтреку к фильму «Борец».
- Песня также была номинирована на премию «Оскар», но также проиграла, в этот раз — саундтреку к фильму «Миллионер из трущоб»
- «Down to Earth» получила премию «Грэмми» за лучшую песню написанную для кино или телевидения в 2009 году.